# Откриће Америке
Откриће Америке се приписује следећим људима и народима, у зависности од контекста и дефиниције:
- Викинзима, као што су
  - Гунбјорн Улфсон, који је први угледао Гренланд око 900. године
  - Бјарни Херјолфсон, који је угледао копно Северне Америке (Лабрадор) око 986. године
  - Лиф Ериксон, који се искрцао у Њуфаундленду око 1005. године
- Кристифору Колумбу, вођи прве верификоване експедиције ка Новом свету.

## Путовања Викинга
Нордијска или викиншка колонизација Америке је израз који се користи за настојања старих Нордијаца, најчешће навођених као Викинзи, да током средњег века успоставе трајна насеља на подручју Северне Америке. Они датирају од 10. века од времена када су викиншки морепловци истраживали подручје Северног Атлантика и успели открити Европљанима дотле непозната копнена подручја као што су Гренланд и ивична подручја северноамеричког континента. На Гренланду су основана трајна насеља која су се успела одржати следећих 500 година, док су се на обалу Северне Америке повремено слале експедиције с циљем добављања дрва и другог материјала; покушаји успоставе трајних насеља су, пак, обустављени, што се најчешће тумачило превише јаким отпором Скраелинга, односно домородачких Индијанаца. Наводи о викиншким походима у земљу Винланд, навођени у сагама се дуго нису схватали озбиљно, све док 1960. године на северу Лабрадора није пронађен археолошки локалитет Ланси Медоуз.

## Колумбова путовања
Пре него што су Португалци стигли до свог циља, ђеновљански морепловац Кристифор Колумбо је на свим странама тражио материјална средства да оствари свој план који је сажет у речима „тражити исток преко запада и идући на запад стићи ћеш у земље где се рађају зачини“.
Поред чврстог уверења да земља има облик лопте, Кристофер се ослањао и на карту фирентинског географа Тосканелија која је била доста нетачна јер су обале Јапана биле нацртане на удаљености од једне трећине Земљиног обима. Због тога је пут изгледао упола краћи но што је у ствари био. Колумбо је најозбиљније схваћен у Шпанији, успео је да одбрани свој план пред универзитетом у Саламанки, па је краљица Изабела I од Кастиље пристала да га помогне. Међутим, рат против Мавара одложио је остварење плана све до 1492. године.
Тада је краљица дала највећи део потребног новца, други део је уложио богати бродовласник Пинзон, који је учествовао у путовању, а један мало део уложио је сам Колумбо од свог скромног иметка. Експедиција која је довела до открића Америке била је организована у облику трговачког друштва.
У пролеће 1492. три каравеле „Пинта“, „Ниња“ и „Санта Марија“ са око 90 чланова посаде испловиле су из шпанске луке Палос. На Канарским острвима је извршена поправка једног брода, а затим је настављена пловидба ка западу.
После два месеца су се појавили охрабрујући знаци, биљке на воденој површини и птице као весници блиског копна. Коначно 12. октобра 1492. године измучени морепловци су стали на чврсто тло и то на острву Гванахани, које је Колумбо назвао Сан Салвадор („Свети Спаситељ“).
Откривене су ускоро и обале Кубе, Хаитија, али од очекиваног изобиља зачина, сребра и злата ни трага.
У Шпанији је Колумбо доживео прави тријумф, тврдећи да је открио Индију, те се у Европи одомаћио израз Индијанци за становнике Америчког континента. Колумбо је предузео још три путовања. При томе је наишао на Јамајку, затим на обале Средње Америке.
Он је у свом путопису изразио претпоставку да је у питању до тада непознати део света. Овај путопис дао је повод европским географима да нови континент назову Terra America (Америчка земља). Представе о новом континенту постале су јасније када је Васко Нуњез де Балбоа 1513. године открио Тихи океан прешавши Панамски превлаку, што представља почетак процеса колонизације америчког континента.